# كينث رويس غاندلي
كينث رويس غاندلي (1920-1997)، كان كاتب إنجليزي بوليسي، كتب أيضاً تحت اسم كين رويس وأيضا تحت الاسم المستعار أوليفر جاكس.

## حياته
ولد رويس في كرويدون بالمملكة المتحدة عام 1920، وبدأ الكتابة منذ الصغر، في المدرسة كان يشتري الدفاتر الفارغة ويرسم عليها ويلونها ويبيعها بضعف سعرها. عندما بدأت الحرب العالمية الثانية خدم مع عدة أفواج مختلفة في الجيش إلى ان وصل إلى رتبة «نقيب»، كان يسافر كثيرا وهذا ما جعل للسفر فائدة في جمع المعلومات الأساسية عن كتبه..

## مهنته"
كتب رويس 36 رواية بوليسية بين عام 1959 و 1997 تحت اسمه منها (The Third Arm, The Stalin Account, Fall-Out, 10,000 Days and Channel Assault) وثلاث روايات تحت اسم جاكس. من أشهر رواياته كانت رواية سارق القط التي تندرج تحت  اسم ويليام «سبايدر» سكوت، الرجل الذي يملك ثلاث كروموسومات التي اخذها من شخص اخر (XYY) مما جعله شخص خارق له اسبقية في عالم الاجرام لكنه حاول المضي قدماً، حينها وجد ان مواهبه مطلوبة ليس فقط في العالم الإجرامي ولكن أيضا من خلال المخابرات، وحينها يتم تسليمه وتجنيده لعمل سري خطير عادةً من اجل قضايا الابتزاز أو تقديم المال مقابل عمل ما.
خلقت السلسلة التلفزيونية من مسلسل The XYY Man حماس شعبياً في عام 1976 للشخصية ولخصمه المحقق الرقيب جورج بولمان، شخصية ثانوية في الكتاب لكن تم تغيير دوره لدور رئيسي على الشاشة بأداء دون هندرسون الذي لا يُنسى. بعد انتهاء عرض مسلسل سبايدر سكوت، خاضت شخصية بولمان العديد من المغامرات التلفزيونية التي لا تستند فقط لعمل رويس منها (سلسلة الغرباء -1978، وبولمان -1985). من المحتمل ان تكون شعبية هؤلاء الكتاب قد ساهمت في اختيار رويس لجعل سكوت وبولمان حلفاء غير متوقعين لـ The Crypto Man من خلال No Way Back بينما كتب العديد من روايات بولمان قبل وفاته بما في ذلك روايةThe Judas Trail (1996) و Shadows (1996).
كان رويس متزوجاً وعاش في باكينجهامشير (Buckinghamshire) توفي عام 1997 في المملكة المتحدة.

## الفهرس

### روايات ويليام سكوت وجورج بولمان
- The XYY Man (1970)
- Concrete Boot (1971)
- The Miniatures Frame (1972)
- Spider Underground (The Masterpiece Affair) (1973)
- Trap Spider (1974)
- The Crypto Man (1984)
- The Mosley Receipt (1985).
- No Way Back, a.k.a. Hashimi's Revenge (1986 - a direct sequel to The Mosley Receipt).
- The Judas Trail (1996)
- Shadows (1996

## الأعمال التلفزيونية
- The XYY Man (1976-1977)
- Strangers (1978-1982)
- Bulman (1985-1987